# Сидоров, Владимир Васильевич
Сидоров, Владимир Васильевич (11 июня 1924, Киев, — 2 января 2000, Москва) — советский военачальник, адмирал (21 апреля 1979).

## Биография
На военной службе с 1942 года. Окончил Тихоокеанское высшее военно-морское училище (1942 — 1946), Высшие специальные офицерские классы ВМФ (1953—1954), Военно-морскую академию заочно в 1963 году. Член КПСС с 1949 года.
В 1945 году курсантом участвовал в боевых действиях против японских милитаристов. С 1946 года на Балтийском флоте: помощник командира тральщика «ТЩ-478» (1946—1949), командир тральщика «ТЩ-457» (1949 — 1950), старший офицер штаба 105-й бригады кораблей охраны водного района (июнь 1950 — май 1951), командир 35-го отряда 10-го дивизиона тральщиков 105-й бригады кораблей охраны водного района (май — ноябрь 1951), помощник командира гвардейского минного заградителя «Марти» (ноябрь 1951 — декабрь 1953), старший помощник командира эскадренного миноносца «Скрытный» (1954 — 1957), командир эскадренного миноносца «Светлый» (декабрь 1957 — 1961), начальник штаба 35-й бригады эскадренных миноносцев (1962), командир 64-й бригады кораблей охраны водного района Балтийского флота (1963 — 1967), командир 23-й дивизии кораблей охраны водного района Северного флота (1967 — 1970), командующий Камчатской флотилией (1971—1972), начальник штаба Тихоокеанского флота (декабрь 1972 — июль 1975), первый заместитель командующего (25 июля 1975 — 7 июня 1978) и командующий (7 июня 1978 — 12 февраля 1981) Балтийским флотом.
Внёс значительный вклад в развитие системы базирования флота, освоение новых кораблей, разработку основ применения разнородных группировок сил.
После гибели в авиакатастрофе 7 февраля 1981 года командующего Тихоокеанским флотом адмирала Эмиля Спиридонова 12 февраля 1981 года был назначен командующим Тихоокеанским флотом. Занимал этот пост до декабря 1986 года. Под его руководством флот успешно выполнял задачи в Тихом и Индийском океанах, осваивал новые надводные корабли и ракетные комплексы, совершенствовались действия морской авиации и береговых войск, повысился боевой потенциал флота.
С декабря 1986 по 20 марта 1991 года начальник Тыла ВМФ — заместитель Главнокомандующего ВМФ по тылу. В январе 1990 года находился в специальной командировке в Баку в период массовых армянских погромов, организуя вывоз из города армянских беженцев кораблями Каспийской военной флотилии.
С 1991 года в отставке. Скончался в 2000 году. Похоронен на Троекуровском кладбище в Москве.
Кандидат в члены ЦК КПСС (1981—1991). Депутат Верховного Совета СССР 10 и 11 созывов.

## Награды
- орден Октябрьской Революции
- орден Отечественной войны I степени (1985)
- орден Трудового Красного Знамени
- два ордена Красной Звезды (в том числе 1957)
- орден «За службу Родине в Вооружённых Силах СССР» III степени
  - Медали СССР в том числе:
  - «За боевые заслуги» (1952)
  - «За отличие в охране государственной границы СССР»
  - «За Победу над Германией в Великой Отечественной войне 1941—1945 гг.»
  - «За победу над Японией»
  - «Ветеран Вооружённых Сил СССР»
  - «За безупречную службу» I степени

## Сочинения
- Сидоров В. В. Опыт организации и поддержания взаимодействия Тихоокеанского флота и Амурской флотилии с сухопутными войсками при разгроме Квантунской армии. // Военно-исторический журнал. — 1986. — № 9. — С.24-33.